# Gura Motrului
Gura Motrului – wieś w Rumunii, w okręgu Mehedinți, w gminie Butoiești. W 2011 roku liczyła 341 mieszkańców.